# Indian-Airlines-Flug 814
Ein Airbus A300 der Indian Airlines befand sich am 24. Dezember 1999 als Indian-Airlines-Flug 814 (IC 814) auf dem Weg vom Flughafen Kathmandu in Nepal zum Indira Gandhi International Airport im Nationalen Hauptstadtterritorium Delhi, als er entführt und an mehrere Orte geflogen wurde, bevor er im afghanischen Kandahar landete.
Das Flugzeug wurde von dem 37-jährigen Kapitän Devi Sharan und dem Ersten Offizier Rajinder Kumar sowie dem 58-jährigen Flugingenieur Anil Kumar Jaggia geflogen. Der Airbus wurde von fünf maskierten pakistanischen Terroristen der Harkat-ul-Mujahideen entführt, kurz nachdem er gegen 17:30 Uhr Ortszeit in den indischen Luftraum eingeflogen war. Die Entführer befahlen, das Flugzeug an eine Reihe von Orten zu fliegen: Amritsar, Lahore und über den Persischen Golf nach Dubai. Schließlich zwangen die Entführer die Piloten, in Kandahar zu landen, das zu diesem Zeitpunkt von den Taliban kontrolliert wurde. Die Entführer ließen 27 der 176 Passagiere in Dubai frei, erstachen aber einen Passagier und verwundeten mehrere andere.
Zu diesem Zeitpunkt befand sich der größte Teil Afghanistans, einschließlich des Flughafens von Kandahar, auf dem das entführte Flugzeug landete, unter der Kontrolle der Taliban. Taliban-Milizionäre umzingelten das Flugzeug, um ein Eingreifen des indischen Militärs zu verhindern, was der derzeitige nationale Sicherheitsberater Ajit Doval bei seiner Landung feststellte. Auf dem Vorfeld befanden sich auch zwei Offiziere des pakistanischen Militärgeheimdienstes Inter-Services Intelligence (ISI), zu denen sich bald weitere Personen gesellten; einer war Oberstleutnant, der andere ein Major. Doval sagte, dass Indien die Krise hätte bewältigen können, wenn die Entführer nicht vom ISI unterstützt worden wären.
Das Motiv für die Entführung war die Freilassung von islamistischen Terroristen, die in Indien inhaftiert waren – die Harkat-ul-Mujahideen-Mitglieder Ahmed Omar Saeed Sheikh und Masood Azhar sowie ein militanter Kaschmir, Mushtaq Ahmed Zargar. Die Geiselnahme dauerte sieben Tage und endete, nachdem Indien zugestimmt hatte, die drei Terroristen freizulassen. Die drei sind seither in andere Terroranschläge verwickelt gewesen, wie den Anschlag auf das indische Parlament 2001, die Entführung und Ermordung von Daniel Pearl 2002, die Anschläge in Mumbai 2008, den Terrorangriff auf die Pathankot Air Force Station 2016 und den Anschlag in Pulwama 2019.
Die Entführung wird der Anschlagsserie um die Jahrtausendwende zugeordnet, die zwischen Ende Dezember 1999 und Anfang Januar 2000 von mit Al-Qaida verbundenen Terroristen verübt wurden.

## Hintergrund
Flugzeuge von Indian Airlines, bis 1993 Indiens einzige inländische Fluggesellschaft, wurden zwischen 1971 und 1999 16 Mal entführt.
Harkat-ul-Mujahideen hatte bereits mehrere Anschläge und Entführungen verübt, um die Freilassung ihrer in Indien inhaftierten Anführer zu erreichen, darunter Azhar, der 1994 verhaftet worden war. Dazu gehörten die Entführungen westlicher Touristen in Indien im Jahr 1994 durch Sheikh, der während der Tat gefangen genommen und zusammen mit Azhar freigelassen wurde und sich anschließend der von Azhar im Jahr 2000 gegründeten Splittergruppe Jaish-e Mohammed anschloss, sowie die Entführung westlicher Touristen in Kaschmir im Jahr 1995 durch Al-Faran, einem Pseudonym der Harkat-ul-Mujahideen, bei der die meisten Entführten getötet und einer enthauptet wurde. Amjad Farooqi, der an der Entführung von 1995 beteiligt war, gehörte unter dem Decknamen Mansur Hasnain ebenfalls zu den Tätern dieser Entführung.
1999 wurde Sajjad Afghani, Gründer der Harkat-ul-Mujahideen, der zusammen mit Azhar verhaftet worden war, bei einem Gefängnisausbruch getötet, der unmittelbar zu dieser Entführung führte. Die Herausgabe seiner Leiche war eine der ersten Forderungen der Entführer.
Al-Qaida und Osama bin Laden hatten die Entführung organisatorisch unterstützt, um die Freilassung ihres Verbündeten Azhar zu erreichen.
Die Identität der fünf Entführer wurde festgestellt: Ibrahim Akhtar aus Bahawalpur, Shahid Akhtar Sayeed, Sunny Ahmed Qazi, Zahoor Mistry, alle drei aus Karatschi, und Shakir aus Sukkur. Sie waren in Nepal, der Kontaktstelle der Harkat-ul-Mujahideen für Anschläge in Indien, eingetroffen und hatten das Flugzeug vom Flughafen Kathmandu aus bestiegen.

## Entführung
An Heiligabend 1999 startete der Flug IC 814 der Indian Airlines in Kathmandu mit dem Ziel Delhi. An Bord des Fluges befanden sich 180 Personen, darunter sowohl die Besatzung als auch die Passagiere.
Kurz nach dem Abflug von Kathmandu wurde der leitende Flugbegleiter Anil Sharma von einem Mann mit einer Skimaske angesprochen, der ihm sagte, dass das Flugzeug entführt worden sei und er eine Bombe bei sich habe. Die Entführer wiesen Kapitän Devi Sharan an, „nach Westen zu fliegen“, woraufhin das Flugzeug in den pakistanischen Luftraum einflog, aber von der pakistanischen Flugsicherung keine Landeerlaubnis für Lahore erhielt. Als sie erfuhren, dass der Treibstoff für einen weiteren Flug nicht ausreichte, erlaubten die Entführer Kapitän Sharan, in Amritsar zu landen, um aufzutanken.
Spätere Geheimdienstberichte deuteten darauf hin, dass die Entführer fünf Tickets für den Flug in Kathmandu gekauft hatten; zwei Tickets für die erste Klasse wurden direkt gekauft, während drei Sitze für die Economy-Klasse über ein Reisebüro erworben wurden. Die indischen Geheimdienstler vermuteten, dass Dawood Ibrahim, ein indischer Gangster und weltweit gesuchter Terrorist, den Entführern geholfen hatte, Zugang zum Flughafen in Kathmandu zu erhalten.
Aus Passagierberichten ging später hervor, dass die Entführer der Besatzung befahlen, das servierte Mittagessen wegzunehmen, und die Männer von den Frauen und Kindern trennten, ihnen die Augen verbanden und sie mit Sprengstoff bedrohten, falls sie nicht kooperierten.

### Zwischenlandung in Amritsar
Die indische Flugsicherung erhielt die Nachricht von der Entführung um 16:40 Uhr. Die Krisenmanagementgruppe der indischen Regierung unter der Leitung von Unionssekretär Prabhat Kumar trat nicht zusammen, als die Nachricht von der Entführung des Flugzeugs eintraf, und die Informationen über die Entführung wurden zu diesem Zeitpunkt weder dem Inlandsgeheimdienst Intelligence Bureau noch dem Auslandsgeheimdienst Research and Analysis Wing mitgeteilt. Der indische Premierminister Atal Bihari Vajpayee wurde um 19:00 Uhr über den Vorfall unterrichtet.
Um 18:04 Uhr nahm die indische Flugsicherung Kontakt mit den Piloten des Fluges IC 814 auf, hatte aber keine Anweisungen über das weitere Vorgehen erhalten. Flugkapitän Devi Sharan teilte der Flugsicherung mit, dass der Treibstoff knapp werde und die pakistanische Flugsicherung keine Erlaubnis zur Landung in Lahore erteilt habe. Sharan setzte sich weiter mit der Flugsicherung in Verbindung und bat sie, pakistanische Stellen zu kontaktieren und eine Landeerlaubnis anzufordern, da die Entführer nicht in Indien landen wollten und bereits mit der Ermordung von zehn Geiseln gedroht hatten, falls ihre Forderungen nicht erfüllt würden. Um 18:30 Uhr ersuchte das indische Hochkommissariat in Pakistan um eine Landeerlaubnis für das Flugzeug, die jedoch verweigert wurde.
Um 18:44 Uhr begann der Airbus nach einer Nachricht von Kapitän Sharan mit dem Sinkflug über dem nächstgelegenen Flughafen in Amritsar und wurde von örtlichen Beamten angesprochen. Der Generaldirektor der Polizei des Bundesstaates Punjab, Sarabjeet Singh, erklärte später, er habe die Information über die Entführung erst erhalten, als er sie um 18:00 Uhr am Abend im Fernsehen gesehen habe. Auch der Innenminister der Unionsregierung, Lal Krishna Advani, erklärte später, er sei über die Nachrichten über den Vorfall informiert worden und nicht durch den Krisenstab, der inzwischen zusammengetreten war.
Bei der Landung bat die Flugbesatzung um sofortige Betankung des Flugzeugs. Kapitän Sharan erklärte später, sie habe gehofft, dass mit Hilfe der indischen Regierung die Entführung verhindert werden könne und das Flugzeug nicht erneut in Amritsar starten müsse. Gemäß den vom Krisenstab erstellten Notfallplänen für Entführungen wurde ein lokaler Ausschuss gebildet, der sich aus den ranghöchsten Polizei- und Geheimdienstbeamten und dem Flughafenmanager zusammensetzte; sie wurden angewiesen, die Betankung des Flugzeugs so lange wie möglich hinauszuzögern. Diese Anweisungen hatte der Ausschuss um 18:40 Uhr von der Zentralregierung erhalten, doch verzögerte ein Anruf mit widersprüchlichen Anweisungen die erste Reaktion. Wie sich später herausstellte, handelte es sich bei diesem Anruf um eine versuchte Falschmeldung. In einer Mitteilung an das lokale Komitee wurde ihnen geraten, die Verzögerung mit allen Mitteln zu verhindern, notfalls auch durch Ablassen der Luft aus den Flugzeugreifen.
Zwischen der Landung und dem erneuten Start um 19:50 Uhr nahm Kapitän Sharan viermal Kontakt mit der Flugsicherung auf und informierte sie darüber, dass die Entführer mit Kalaschnikow bewaffnet waren und mit der Ermordung von Geiseln begonnen hatten, und forderte sie auf, das Flugzeug so schnell wie möglich aufzutanken, um weitere Tote zu verhindern. Die Entführer hatten sich geweigert, mit den örtlichen Polizeibeamten zu kommunizieren, während sich das Flugzeug in Amritsar befand. Später wurde berichtet, dass die Entführer, die über die Verzögerung der Betankung verärgert waren, Satnam Singh, einen deutschen Staatsbürger an Bord des Flugzeugs, mit einem Messer angriffen und ihm mehrere Wunden am Hals zufügten.
Um 19:45 Uhr wurden örtliche Polizeikommandos aus Punjab in Bereitschaft versetzt und vom Krisenstab angewiesen, die Tankfahrzeuge in Richtung des Flugzeugs zu begleiten. Ein Tankwagen wurde losgeschickt, um den Weg des Flugzeugs zu blockieren, wurde aber von der Flugsicherung angewiesen, langsamer zu fahren, da sich der Fahrer dem Flugzeug mit hoher Geschwindigkeit näherte. Als er diese Anweisung erhielt, kam der Tankwagen abrupt zum Stehen. Später stellte sich heraus, dass diese Annäherung die Entführer zu der Vermutung veranlasste, dass der Tankvorgang ihren Abflug verhindern würde, und sie befahlen Kapitän Sharan, sofort zu starten, was dazu führte, dass das Flugzeug nur knapp einer Kollision mit dem Tankwagen auf der Startbahn entging. Fünf Passagiere waren mit gefesselten Händen auf den vorderen Sitzen platziert worden, und die Entführer drohten damit, dass diese Geiseln ermordet würden, wenn das Flugzeug nicht sofort abhebe. Das Flugzeug verließ Amritsar um 19:49 Uhr, und Kapitän Sharan kündigte der Flugsicherung den Abflug mit den Worten an: „Wir werden alle sterben.“ Kommandotruppen der indischen Spezialeinheit National Security Guard trafen am Flughafen ein, als das entführte Flugzeug gerade abflog.
Später wurde aufgedeckt, dass der ehemalige Chef des indischen Auslandsgeheimdienstes A. S. Dulat und andere versucht hatten, die wahren Motive zu vertuschen, warum das Flugzeug nicht stillgelegt wurde und warum es keinen Kommandoeinsatz gab, um die Gefahr zu neutralisieren. Der Offizier Shashi Bhushan Singh Tomar befand sich an Bord des Flugzeugs. Er war der Schwager von N. K. Singh, dem Sekretär des damaligen Premierministers Atal Bihari Vajpayee, und er sorgte dafür, dass von der Stürmung des Flugzeugs abgesehen wurde, um die Sicherheit seines Schwagers zu gewährleisten. Nach Angaben des RAW-Offiziers R. K. Yadav informierte U. V. Singh, ein anderer RAW-Agent in Kathmandu, Tomar einige Tage vor der Entführung, dass pakistanische Terroristen eine Entführung eines indischen Flugzeugs planten, und er beauftragte Singh, den Wahrheitsgehalt seines Berichts zu überprüfen, wobei Singh für dessen Zuverlässigkeit bürgte, aber Tomar wies ihn zurecht und sagte ihm, er solle keine Gerüchte verbreiten. Später befand sich Tomar in demselben Flugzeug, das entführt wurde, und wurde zum Grund für das Scheitern der Operation. Der damalige Premierminister Atal Bihari Vajpayee wurde bis etwa 19.00 Uhr, eine volle Stunde und 40 Minuten nach der Entführung von IC 814, im Unklaren gelassen und erfuhr erst nach dem Verlassen des Flugzeugs aus der VIP-Bucht der Palam Technical Area von der Entführung.

### Zwischenlandung in Lahore
Beim Anflug auf Lahore baten die Piloten um eine Landeerlaubnis, die ihnen von der pakistanischen Flugsicherung verweigert wurde, die daraufhin alle Lichter und Navigationshilfen am Flughafen ausschaltete, um eine Landung zu verhindern. Da das Flugzeug in Amritsar nicht aufgetankt worden war und der Treibstoff zur Neige ging, versuchte Kapitän Sharan eine Notlandung ohne Navigationshilfen und Lichter und landete beinahe auf einer Autobahn. Daraufhin schaltete die pakistanische Flugsicherung die Navigationshilfen ein und erlaubte dem Flugzeug um 20:07 Uhr die Landung in Lahore.
Indien hatte nach Erhalt der Information, dass das Flugzeug in Lahore gelandet war, einen Hubschrauber angefordert, um den indischen Hochkommissar Gopalaswami Parthasarathy von Islamabad zum Allama Iqbal International Airport zu bringen, und hatte die pakistanischen Behörden gebeten, dafür zu sorgen, dass das Flugzeug Lahore nicht verlässt. Die pakistanischen Streitkräfte schalteten die Landebahnbeleuchtung erneut aus, um den Abflug des Flugzeugs nach dem Auftanken zu verhindern, und umstellten das Flugzeug mit Spezialeinheiten. Sie versuchten auch, mit den Entführern über die Freilassung von Frauen und Kindern an Bord zu verhandeln, was jedoch abgelehnt wurde. Dem indischen Hochkommissar Parthasarthy wurde ein Hubschrauber zur Verfügung gestellt, er traf jedoch erst in Lahore ein, nachdem Flug IC 814 aufgetankt worden war und abfliegen durfte. Beamte des indischen Außenministeriums baten um Bestätigung von Berichten, wonach Passagiere an Bord getötet worden seien, erhielten jedoch von den pakistanischen Behörden diesbezüglich keine Antwort.

### Zwischenlandung auf dem Militärstützpunkt
Beim Abflug von Lahore wurde die Landung im Oman verweigert; die Entführer entschieden sich stattdessen für das benachbarte Dubai in den Vereinigten Arabischen Emiraten. Nachdem der Flughafen Dubai die Landeerlaubnis verweigert hatte, wurde sie stattdessen auf dem Luftwaffenstützpunkt Al Minhad erteilt. Die Entführer ließen 27 Passagiere frei, darunter den 25-jährigen Rupin Katyal, auf den die Entführer mehrfach eingestochen hatten. Katyal verstarb, bevor das Flugzeug auf dem Luftwaffenstützpunkt Al Minhad landete. Die indischen Behörden wollten, dass indische Kommandotruppen, die in der Rettung von Entführern ausgebildet sind, das Flugzeug stürmen, doch die Regierung der VAE verweigerte die Genehmigung.

### Landung in Kandahar
Nach der Landung des Flugzeugs in Kandahar boten die Taliban-Behörden an, zwischen Indien und den Entführern zu vermitteln, was Indien zunächst glaubte. Da Indien das Taliban-Regime nicht anerkannte, entsandte es einen Beamten seines Hochkommissariats in Islamabad nach Kandahar. Die Tatsache, dass Indien bisher keine Kontakte mit dem Taliban-Regime hatte, erschwerte den Verhandlungsprozess.
Die Absicht der Taliban wurde jedoch in Zweifel gezogen, nachdem ihre bewaffneten Kämpfer das Flugzeug umstellt hatten. Die Taliban behaupteten, die Truppen seien eingesetzt worden, um die Entführer davon abzuhalten, die Geiseln zu töten oder zu verletzen, aber einige Analysten glauben, dass dies geschah, um eine indische Militäroperation gegen die Entführer zu verhindern. Der Chef des indischen Inlandsgeheimdienstes Doval behauptete, dass die Entführer in Kandahar aktive Unterstützung durch den pakistanischen Geheimdienst ISI erhielten und dass der ISI den Druck, den die Inder auf die Entführer auszuüben versuchten, abgebaut habe. Dies bedeute, dass ihr sicheres Entkommen garantiert sei und sie nicht über einen Fluchtweg verhandeln müssten. Doval erwähnte auch, dass Indien die Entführung hätte aufklären können, wenn die Entführer in Kandahar keine aktive Unterstützung durch den Geheimdienst erhalten hätten.
Während des Aufenthalts in Kandahar blieben die Triebwerke des Flugzeugs ständig in Betrieb, um alle vor den bitterkalten Winternächten in Afghanistan zu schützen.

### Verhandlungen
Am 25. und 26. Dezember beriet Indien intern über ein Verhandlungskonzept, während die Passagiere an Bord von Flug IC 814 auf eine Entscheidung warteten. Die Passagiere gaben später an, dass sie unregelmäßig Mahlzeiten erhielten und nur begrenzten Zugang zu Trinkwasser und sanitären Einrichtungen hatten, und dass die Entführer das Ansagesystem an Bord des Flugzeugs nutzten, um die Passagiere zu missionieren.
Am 25. Dezember stellte Indian Airlines ein spezielles Hilfsflugzeug zur Verfügung, mit dem 27 freigelassene Passagiere sowie den Leichnam von Rupin Katyal, der während des Fluges in Dubai getötet worden war, und Satnam Singh, der von den Entführern in Amritsar angegriffen worden war und Messerstiche am Hals erlitten hatte, zurückgeflogen wurden.
Innenminister Advani hatte sich gegen einen Austausch der Geiseln und gegen die Freilassung der Entführer ausgesprochen, da dies die öffentliche Meinung über die Regierung beeinträchtigen würde, während Außenminister Jaswant Singh Verhandlungen mit den Taliban befürwortete. Am 27. Dezember entsandte die indische Regierung ein Verhandlungsteam unter der Leitung von Vivek Katju, Staatssekretär im Innenministerium, sowie Ajit Doval, Beamter im Innenministerium, und S. D. Sahay vom Kabinettssekretariat.
Die Verhandlungen kamen nicht voran, da Taliban-Beamte sich zunächst weigerten, indischen Spezialkräften den Versuch einer verdeckten Operation zu gestatten, und auch ihren eigenen Spezialkräften den Einsatz verweigerten. Um eine militärische Aktion zu verhindern, umstellten Taliban-Vertreter das Flugzeug mit Panzern, und am 27. Dezember erklärte ein Taliban-Vertreter gegenüber einer lokalen Zeitung, dass die Entführer entweder Afghanistan verlassen oder ihre Waffen niederlegen sollten. Indische Beamte legten diese Erklärung so aus, dass Taliban-Beamte die Entführer festnehmen würden, wenn sie sich ergäben, und begannen, mit ihnen über ihre Forderungen zu verhandeln. Zu diesen Forderungen gehörten die Freilassung von 36 Gefangenen, des Leichnams des Harkat-ul-Mujahideen-Gründers Sajjad Afghani und 200 Millionen US-Dollar, die jedoch im Laufe der Verhandlungen auf drei Gefangene reduziert wurden:
- Maulana Masood Azhar – er gründete Jaish-e Mohammed im Jahr 2000, das durch seine mutmaßliche Rolle bei den Anschlägen auf das indische Parlament im Jahr 2001 und auf Mumbai im Jahr 2008, bei denen Hunderte von Menschen ums Leben kamen, sowie bei dem Anschlag in Pulwama im Jahr 2019, bei dem 44 Angehörige der Central Reserve Police Force (CRPF) ums Leben kamen, Bekanntheit erlangte.[31][32]
- Ahmed Omar Saeed Sheikh – 2002 von pakistanischen Behörden wegen der Entführung und Ermordung von Daniel Pearl verhaftet.[33][34] Sheikh, der im Zusammenhang mit der Entführung westlicher Touristen in Indien im Jahr 1994 inhaftiert worden war, ermordete anschließend Pearl und soll auch eine wichtige Rolle bei der Planung der Terroranschläge am 11. September 2001 in den Vereinigten Staaten gehabt haben.[35]
- Mushtaq Ahmed Zargar – seit seiner Freilassung spielte er eine aktive Rolle bei der Ausbildung islamischer Kämpfer im von Pakistan verwalteten Jammu und Kaschmir.[36]

Am 30. Dezember sprach der Leiter des Research and Analysis Wing, Dulat, mit dem Ministerpräsidenten von Jammu und Kaschmir, Farooq Abdullah, um ihn zu überzeugen, zwei Gefangene freizulassen, wie es der Entführer gefordert hatte. Diese Gefangenen werden derzeit in kaschmirischen Gefängnissen festgehalten. Abdullah war gegen die Freilassung der Gefangenen und warnte Dulat vor den langfristigen Folgen, stimmte aber schließlich den Forderungen der indischen Regierung zu. Zargar wurde aus einem Gefängnis in Srinagar entlassen und mit Sheikh und Azhar nach Kandahar geflogen.
Zu diesem Zeitpunkt hatten die Entführer den Geiseln erlaubt, das Flugzeug zu verlassen, und die Entführer hatten auch ihre Waffen abgegeben. Aus den Berichten der Passagiere geht hervor, dass die Entführer die Passagiere aufforderten, sich bei der afghanischen Regierung zu bedanken. Daraufhin wurde Geld gesammelt und einem der Passagiere, Anuj Sharma, übergeben, der angewiesen wurde, damit ein Andenken an die Entführung für ein Museum in Kandahar in Auftrag zu geben.
Doch statt die Entführer und die drei ihnen übergebenen Gefangenen zu verhaften, trieben die Taliban sie an die afghanisch-pakistanische Grenze nach Quetta in Pakistan.
In der Zwischenzeit hatten die Taliban den Entführern zehn Stunden Zeit gegeben, Afghanistan zu verlassen. Die fünf Entführer brachen mit einer Taliban-Geisel auf, um ihre sichere Ausreise zu gewährleisten, und sollen Afghanistan verlassen haben.

## Verbleib des Flugzeugs
Im Januar 2000 an Indian Airlines zurückgegeben, wurde das fast 20 Jahre alte Airbus-Flugzeug Anfang 2001 aus dem Flugbetrieb „ausgemustert“ und verblieb in der technischen Basis von Indian Airlines in Santa Cruz, einem Vorort Mumbais. Im Mai 2002 wurde das Flugzeug von Airbus gekauft und im März 2003 am Flughafen Mumbai eingelagert. Dreieinhalb Jahre nach der Entführung wurde das entführte Flugzeug im Mai 2003 von Indian Airlines als Schrott verkauft und dann im Dezember 2003 in Mumbai zerlegt und verschrottet. Der Rumpf soll einen Preis von 22 Lakh erzielt haben. Die Verschrottung wurde über die Metal Scrap Trading Corporation (MSTC) abgewickelt.

### Gerichtsprozess
Der Fall wurde vom Central Bureau of Investigation untersucht, das zehn Personen anklagte, von denen sieben, einschließlich die fünf Entführer, immer noch auf der Flucht sind und sich in Pakistan aufhalten. Am 5. Februar 2008 verurteilte ein Sondergericht zur Bekämpfung von Flugzeugentführungen im Patiala House Court alle drei Angeklagten, nämlich Abdul Latif, Yusuf Nepali und Dilip Kumar Bhujel, zu lebenslanger Haft. Ihnen wurde vorgeworfen, den Entführern bei der Beschaffung gefälschter Pässe geholfen und Waffen an Bord gebracht zu haben. Das CBI beantragte jedoch vor dem Punjab and Haryana High Court die Todesstrafe anstelle einer lebenslangen Haftstrafe für Abdul Latif. Der Fall kam im September 2012 zur regulären Anhörung vor das Oberste Gericht, aber der Antrag des CBI wurde abgelehnt. Auch Abdul Latifs Antrag auf Begnadigung wurde 2015 abgelehnt. Am 13. September 2012 verhaftete die Polizei von Jammu und Kaschmir den Terrorverdächtigen Mehrajuddin Dand, der angeblich logistische Unterstützung für die Entführung der IC 814 im Jahr 1999 geleistet hatte. Er soll den Entführern Reisepapiere zur Verfügung gestellt haben. Der Punjab and Haryana High Court verurteilte schließlich zwei Personen wegen des Anschlags zu lebenslanger Haft. Sie legten gegen dieses Urteil Berufung beim Obersten Gericht Indiens ein.
Am 10. Juli 2020 wurde einer der Angeklagten, Abdul Latif Adam Momin, zusammen mit 18 weiteren Personen, darunter ein Angestellter des Passamtes, von einem Sessions-Gericht, dem höchsten Strafgerichtshof, in Mumbai vom Vorwurf der Fälschung von Pässen im Zusammenhang mit dem Entführungsfall freigesprochen.
Das entführte Flugzeug wurde zum wichtigsten Beweisstück in den anschließenden strafrechtlichen Ermittlungen der Gerichte in Punjab, wo der Entführungsfall verhandelt wurde, die das Flugzeug als entscheidend für die Ermittlungen ansahen. Die Ermittler nahmen Fingerabdrücke der Entführer auf. Es wurde ein Modell des Flugzeugs mit den Sitznummern angefertigt, das vor Gericht vorgelegt werden sollte.

### Politische Konsequenzen
Der Vorfall wird als Versagen der Regierung unter Premierminister Vajpayee gewertet und der Chef des Inlandsgeheimdienstes Doval, sagte, Indien hätte eine stärkere Verhandlungsposition gehabt, wenn das Flugzeug das indische Hoheitsgebiet nicht hätte verlassen dürfen. Doval, der das vierköpfige Verhandlungsteam in Kandahar leitete, bezeichnete den gesamten Vorfall als „diplomatisches Versagen“ der Regierung, die nicht in der Lage war, die USA und die Vereinigten Arabischen Emirate dazu zu bringen, ihren Einfluss geltend zu machen, um eine schnelle Freilassung der Passagiere zu erreichen.
Auch Außenminister Singh wurde kritisiert, weil er die Taliban für ihre Kooperation nach der Geiselbefreiung lobte.
Angehörige der Passagiere an Bord von Flug IC 814 protestierten auch öffentlich dagegen, dass ihnen Informationen über den Gesundheitszustand und die Lage der Passagiere vorenthalten wurden. Sie drangen zweimal gewaltsam in Besprechungen und Sitzungen von Regierungsvertretern ein, um Informationen zu verlangen, und hielten Pressekonferenzen ab, um die Regierung zu kritisieren. Eine Nachricht der Flugsicherung von Kandahar wurde an die Öffentlichkeit weitergegeben, in der es hieß, dass das Flugzeug regelmäßig gereinigt und die Passagiere mit Essen, Wasser und Unterhaltung versorgt würden; dies erwies sich nach Angaben der Passagiere später als falsch.

### Unterstützung der Nordallianz und US-Invasion in Afghanistan
Indien hatte damit begonnen, Nachschub nach Pandschschir in Afghanistan zu liefern. Waffen, Munition und Flugzeuge wurden an die Nordallianz geliefert. Indien leistete auch logistische Unterstützung für Ahmad Schah Massoud. Der Anführer der Nordallianz hatte Indien mehrfach besucht, um Strategien für den Kampf gegen die Taliban abzustimmen. Während der US-Invasion in Afghanistan gestattete die indische Regierung die Nutzung ihrer Militäreinrichtungen für Angriffe auf Afghanistan und lieferte nachrichtendienstliche Informationen über Ausbildungslager militanter Islamisten in Afghanistan.

## Verarbeitung in Literatur und Film
Kapitän Devi Sharan hat die Ereignisse 2000 in einem Buch mit dem Titel Flight into Fear: The Captain’s Story nachgezeichnet. Das Buch entstand in Zusammenarbeit mit dem Journalisten Srinjoy Chowdhury. Der Flugingenieur Anil K. Jaggia schrieb ebenfalls ein Buch, in dem er die Ereignisse während der Entführung unter dem Titel IC 814 Hijacked! The Inside Story. Das Buch wurde in Zusammenarbeit mit Saurabh Shukla geschrieben. Auch der Purser Anil Sharma hat in seinem Buch IA’s Terror Trail einen detaillierten Bericht über die Entführung verfasst, der auf seinen Erfahrungen beruht.
Der 2003 erschienene Bollywood-Film Zameen basiert lose auf der Entführung des Flugzeugs IC 814 und der Operation Entebbe der israelischen Verteidigungskräfte in Uganda. Hijack ist ein indischer Actionthriller von Kunal Shivdasani aus dem Jahr 2008, der auf der Entführung basiert und in dem Shiney Ahuja, Esha Deol und Ishitha Chauhan die Hauptrollen spielen. Kandahar, ein indischer Kriegsfilm in Malayalam aus dem Jahr 2010 von Major Ravi, basiert auf der Entführung. Die politische Situation wird in dem Film aus einer indischen Perspektive dargestellt. Payanam, übersetzt Reise, ist ein indischer Action-Thriller von Radha Mohan aus dem Jahr 2011, der ebenfalls auf der Entführung des Flugzeugs basiert, aber auf dem Flughafen Tirupati in Andhra Pradesh spielt.